# Никитин, Алексей Фёдорович
Алексей Фёдорович Никитин (род. 31 января 1932, Ленинград) — российский учёный, специалист в области создания бортовой аппаратуры контроля ядерных боеприпасов и систем регистрации ядерных взрывов.

## Биография
Родился 31 января 1932 года в Ленинграде.
Окончил Московский энергетический институт (1954).
С 1955 по 2005 год работал во ВНИИА в должностях от инженера до начальника научно-исследовательской лаборатории, с 1992 по 2005 года председатель профкома.

## Награды
- Государственная премия СССР 1969 года — за участие в создании ударостойкой автономной регистрирующей аппаратуры для ракет с подводным участком траектории
- Медаль «За доблестный труд. В ознаменование 100-летия со дня рождения В. И. Ленина»
- Медаль «Ветеран труда»
- медаль ордена «За заслуги перед Отечеством» II степени